# Charlotte Hornets 2001-2002
La stagione 2001-02 dei Charlotte Hornets fu la 14ª nella NBA per la franchigia.
I Charlotte Hornets arrivarono secondi nella Central Division della Eastern Conference con un record di 44-38. Nei play-off vinsero il primo turno con gli Orlando Magic (3-1), perdendo poi la semifinale di conference con i New Jersey Nets (4-1).

## Roster
| N° | Naz.                   | Ruolo | Sportivo          | Anno | Alt. | Peso |
| -- | ---------------------- | ----- | ----------------- | ---- | ---- | ---- |
| 1  | Stati Uniti (bandiera) | G     | Baron Davis       | 1979 | 191  | 95   |
| 2  | Stati Uniti (bandiera) | GA    | Stacey Augmon     | 1968 | 198  | 93   |
| 3  | Stati Uniti (bandiera) | G     | Eldridge Recasner | 1967 | 191  | 86   |
| 4  | Stati Uniti (bandiera) | G     | David Wesley      | 1970 | 183  | 86   |
| 5  | Stati Uniti (bandiera) | C     | Elden Campbell    | 1968 | 211  | 98   |
| 6  | Francia (bandiera)     | A     | Jérôme Moïso      | 1978 | 208  | 107  |
| 9  | Stati Uniti (bandiera) | A     | George Lynch      | 1970 | 203  | 99   |
| 17 | Stati Uniti (bandiera) | G     | Bryce Drew        | 1974 | 188  | 84   |
| 21 | Canada (bandiera)      | C     | Jamaal Magloire   | 1978 | 211  | 117  |
| 24 | Stati Uniti (bandiera) | A     | Jamal Mashburn    | 1972 | 203  | 109  |
| 34 | Stati Uniti (bandiera) | A     | Robert Traylor    | 1977 | 203  | 129  |
| 35 | Stati Uniti (bandiera) | A     | Kirk Haston       | 1979 | 206  | 110  |
| 42 | Stati Uniti (bandiera) | AC    | P.J. Brown        | 1969 | 211  | 102  |
| 50 | Stati Uniti (bandiera) | A     | Matt Bullard      | 1967 | 208  | 98   |
| 54 | Stati Uniti (bandiera) | A     | Lee Nailon        | 1975 | 206  | 108  |

## Staff tecnico
- Allenatore: Paul Silas
- Vice-allenatori: Brian Hill, Stephen Silas, Bob Donewald